# Gondihalli, Chik Ballapur
Gondihalli là một làng thuộc tehsil Chik Ballapur, huyện Kolar, bang Karnataka, Ấn Độ.